# Herb gminy Olszanka (województwo mazowieckie)
Herb gminy Olszanka – jeden z symboli gminy Olszanka, ustanowiony 10 sierpnia 1997.

## Wygląd i symbolika
Herb przedstawia na tarczy w polu czerwonym trzy złote kłosy zboża (nawiązanie do rolnictwa gminy), a ponad nimi krzyż greckokatolicki (symbol męczeństwa unitów) i krzyż militarny, będący kopią z orderu Virtuti Militari i symbolizującego udział mieszkańców terenu gminy w powstaniu styczniowym.